# Psoralea cuneata
Psoralea cuneata är en ärtväxtart som beskrevs av William Vincent Fitzgerald. Psoralea cuneata ingår i släktet Psoralea och familjen ärtväxter. Inga underarter finns listade i Catalogue of Life.